# Eiskunstlauf-Europameisterschaften 1992
Die 84. Eiskunstlauf-Europameisterschaften fanden vom 21. bis 26. Januar 1992 im Patinoire de Malley in Lausanne statt.

## Ergebnisse
- B = Bewertung
- KP = Kurzprogramm
- K = Kür
- OT = Originaltanz
- PT = Pflichttanz

### Herren
| Platz              | Sportler                 | Land                   | B    | KP | K  |
| ------------------ | ------------------------ | ---------------------- | ---- | -- | -- |
| 1                  | Petr Barna               | Tschechoslowakei       | 2,5  | 1  | 2  |
| 2                  | Wiktor Petrenko          | GUS                    | 3,0  | 4  | 1  |
| 3                  | Alexei Urmanow           | GUS                    | 4,5  | 3  | 3  |
| 4                  | Wjatscheslaw Sahorodnjuk | GUS                    | 5,0  | 2  | 4  |
| 5                  | Grzegorz Filipowski      | Polen                  | 8,0  | 6  | 5  |
| 6                  | Nicolas Petorin          | Frankreich             | 8,5  | 5  | 6  |
| 7                  | Steven Cousins           | Vereinigtes Königreich | 12,0 | 8  | 8  |
| 8                  | Éric Millot              | Frankreich             | 12,5 | 11 | 7  |
| 9                  | Konstantin Kostin        | Lettland               | 15,0 | 12 | 9  |
| 10                 | Henrik Walentin          | Dänemark               | 16,0 | 10 | 11 |
| 11                 | Ralph Burghart           | Österreich             | 16,5 | 13 | 10 |
| 12                 | Ronny Winkler            | Deutschland            | 16,5 | 9  | 12 |
| 13                 | Mirko Eichhorn           | Deutschland            | 16,5 | 7  | 13 |
| 14                 | Oula Jääskeläinen        | Finnland               | 21,0 | 14 | 14 |
| 15                 | Marius Cristian Negrea   | Rumänien               | 22,5 | 15 | 15 |
| 16                 | John Martin              | Vereinigtes Königreich | 25,0 | 18 | 16 |
| 17                 | Gilberto Viadana         | Italien                | 25,0 | 16 | 17 |
| 18                 | Jan Erik Digerness       | Norwegen               | 26,5 | 17 | 18 |
| 19                 | Patrick Meier            | Schweiz                | 29,5 | 21 | 19 |
| 20                 | Jaroslav Suchý           | Tschechoslowakei       | 31,0 | 20 | 21 |
| 21                 | Emanuele Ancorini        | Schweden               | 31,5 | 23 | 20 |
| 22                 | Alcuin Schulten          | Niederlande            | 32,5 | 19 | 23 |
| 23                 | Jordi Lafarga            | Spanien                | 34,0 | 24 | 22 |
| 24                 | Rastislav Vnučko         | Tschechoslowakei       | 35,0 | 22 | 24 |
| Kür nicht erreicht |                          |                        |      |    |    |
|                    | Balázs Grenczer          | Ungarn                 |      |    |    |
|                    | Iwan Dinew               | Bulgarien              |      |    |    |

### Damen
| Platz | Sportlerin         | Land                   | B    | KP | K  |
| ----- | ------------------ | ---------------------- | ---- | -- | -- |
| 1     | Surya Bonaly       | Frankreich             | 1,5  | 1  | 1  |
| 2     | Marina Kielmann    | Deutschland            | 4,5  | 5  | 2  |
| 3     | Patricia Neske     | Deutschland            | 5,0  | 4  | 3  |
| 4     | Simone Lang        | Deutschland            | 5,0  | 2  | 4  |
| 5     | Lenka Kulovaná     | Tschechoslowakei       | 7,5  | 3  | 6  |
| 6     | Laetitia Hubert    | Frankreich             | 9,0  | 8  | 5  |
| 7     | Marie Pierra Leray | Frankreich             | 10,5 | 7  | 7  |
| 8     | Julija Worobjowa   | GUS                    | 14,5 | 13 | 8  |
| 9     | Joanne Conway      | Vereinigtes Königreich | 14,5 | 9  | 10 |
| 10    | Zuzanna Szwed      | Polen                  | 15,0 | 12 | 9  |
| 11    | Alice Sue Claeys   | Belgien                | 16,0 | 10 | 11 |
| 12    | Charlene von Saher | Vereinigtes Königreich | 19,5 | 15 | 12 |
| 13    | Nathalie Krieg     | Schweiz                | 19,5 | 11 | 14 |
| 14    | Tatjana Ratschkowa | GUS                    | 20,0 | 6  | 17 |
| 15    | Irena Zemanová     | Tschechoslowakei       | 21,5 | 17 | 13 |
| 16    | Krisztina Czakó    | Ungarn                 | 22,0 | 14 | 15 |
| 17    | Anisette Torp-Lind | Dänemark               | 25,0 | 18 | 16 |
| 18    | Helene Persson     | Schweden               | 27,5 | 19 | 18 |
| 19    | Viktoria Dimitrowa | Bulgarien              | 29,5 | 21 | 19 |
| 20    | Alma Lepina        | Lettland               | 30,0 | 16 | 22 |
| 21    | Mila Kajas         | Finnland               | 31,0 | 22 | 20 |
| 22    | Marion Krijgsman   | Niederlande            | 32,5 | 23 | 21 |
| 23    | Mojca Kopač        | Slowenien              | 34,0 | 20 | 24 |
| 24    | Olga Vassiljeva    | Estland                | 35,0 | 24 | 23 |

### Paare
| Platz | Sportler                                | Land                   | B    | KP | K  |
| ----- | --------------------------------------- | ---------------------- | ---- | -- | -- |
| 1     | Natalja Mischkutjonok / Artur Dmitrijew | GUS                    | 2,0  | 2  | 1  |
| 2     | Jelena Betschke / Denis Petrow          | GUS                    | 2,5  | 1  | 2  |
| 3     | Jewgenija Schischkowa / Wadim Naumow    | GUS                    | 5,0  | 4  | 3  |
| 4     | Radka Kovaříková / René Novotný         | Tschechoslowakei       | 5,5  | 3  | 4  |
| 5     | Peggy Schwarz / Alexander König         | Deutschland            | 8,0  | 6  | 5  |
| 6     | Mandy Wötzel / Axel Rauschenbach        | Deutschland            | 8,5  | 5  | 6  |
| 7     | Anuschka Gläser / Stefan Pfrengle       | Deutschland            | 10,5 | 7  | 7  |
| 8     | Leslie Monod / Cédric Monod             | Schweiz                | 12.5 | 9  | 8  |
| 9     | Cheryl Peake / Andrew Naylor            | Vereinigtes Königreich | 13,0 | 8  | 9  |
| 10    | Beata Zielińska / Mariusz Siudek        | Polen                  | 15,0 | 10 | 10 |
| 11    | Anna Tabacchi / Massimo Salvadè         | Italien                | 16,5 | 11 | 11 |
| 12    | Line Haddad / Sylvaine Prieve           | Frankreich             | 18,0 | 12 | 12 |
| 13    | Kathryn Pritchard / Jason Briggs        | Vereinigtes Königreich | 19,5 | 13 | 13 |

### Eistanz
| Platz | Sportler                                | Land                   | B    | PT1 | PT2 | OT | K  |
| ----- | --------------------------------------- | ---------------------- | ---- | --- | --- | -- | -- |
| 1     | Marina Klimowa / Sergei Ponomarenko     | GUS                    | 2,0  | 1   | 1   | 1  | 1  |
| 2     | Maja Ussowa / Alexander Schulin         | GUS                    | 4,0  | 2   | 2   | 2  | 2  |
| 3     | Oxana Grischtschuk / Jewgeni Platow     | GUS                    | 6,0  | 3   | 3   | 3  | 3  |
| 4     | Stefania Calegari / Pasquale Camerlengo | Italien                | 8,2  | 5   | 4   | 4  | 4  |
| 5     | Klára Engi / Attila Tóth                | Ungarn                 | 9,8  | 4   | 5   | 5  | 5  |
| 6     | Susanna Rahkamo / Petri Kokko           | Finnland               | 12,0 | 6   | 6   | 6  | 6  |
| 7     | Dominque Yvon / Frédéric Palluel        | Frankreich             | 14,0 | 7   | 7   | 7  | 7  |
| 8     | Sophie Moniotte / Pascal Lavanchy       | Frankreich             | 16,0 | 8   | 8   | 8  | 8  |
| 9     | Kateřina Mrázová / Martin Šimeček       | Tschechoslowakei       | 18,0 | 9   | 9   | 9  | 9  |
| 10    | Jennifer Goolsbee / Hendryk Schamberger | Deutschland            | 20,4 | 12  | 10  | 10 | 10 |
| 11    | Anna Croci / Luca Mantovani             | Italien                | 22,0 | 11  | 11  | 11 | 11 |
| 12    | Marina Morel / Gwendal Peizerat         | Frankreich             | 23,6 | 10  | 12  | 12 | 12 |
| 13    | Regina Woodward / Csaba Szentpétery     | Ungarn                 | 26,0 | 13  | 13  | 13 | 13 |
| 14    | Radmila Chroboková / Milan Brzý         | Tschechoslowakei       | 28,6 | 16  | 15  | 14 | 14 |
| 15    | Margarita Drobiazko / Povilas Vanagas   | Litauen                | 30,2 | 14  | 14  | 16 | 15 |
| 16    | Valérie Le Tensorer / Jörg Kienzle      | Schweiz                | 31,8 | 17  | 17  | 15 | 16 |
| 17    | Melanie Bruce / Andrew Place            | Vereinigtes Königreich | 33,2 | 15  | 15  | 17 | 17 |
| 18    | Albena Denkowa / Christo Nikolow        | Bulgarien              | 36,0 | 18  | 18  | 18 | 18 |
| 19    | Agnieszka Domańska / Marcin Głowacki    | Polen                  | 38,6 | 19  | 19  | 20 | 19 |
| 20    | Larissa Maritczak / Ihor Maritczak      | Österreich             | 39,5 | 20  | 21  | 19 | 20 |
| 21    | Katri Uski / Juha Sasi                  | Finnland               | 41,8 | 21  | 20  | 21 | 21 |

## Medaillenspiegel
| Platz | Land        | Gold | Silber | Bronze | Gesamt |
| ----- | ----------- | ---- | ------ | ------ | ------ |
| 1     | GUS         | 2    | 3      | 3      | 8      |
| 2     | Frankreich  | 1    | –      | –      | 1      |
| 2     | Kanada      | 1    | –      | –      | 1      |
| 4     | Deutschland | –    | 1      | 1      | 2      |